# Finci
Finci (finski: suomalaiset, švedski: finländare) jedan je od najglavnijih finskih naroda narod naseljen u Finskoj (4.828.000) i značajnijom populacijom u SAD-u 812.000, i Švedskoj 200.000( bez Länsipohjalaiset Finaca ili Tornedalaca iz doline Torne na sjeveru Švedske). Finci prema jeziku pripadaju finskom ogranku Baltofinaca i uralskoj etnolingvističkoj porodici, a njihovi prvi srodnici su Estonci i Karelijci.

## Ime
Ime Finci dolazi od naziva Fenni koja se spominje u Tacitovoj Germaniji. Ovaj naziv vjerojatno se odnosio na Laponce koji su tu živjeli prije dolaska Finaca. Fincima je pradomovina, kao i ostalim Ugrofincima, u području oko gorja Ural, po kojemu je uralska porodica i dobila ime. 

## Lokalne skupine
Fincima su najsrodnije skupine su Kveni (Kveenit) iz Norveške koji govore kvenskim jezikom, također članom finske skupine jezika;  Länsipohjalaiset koji govore tornedalski jezik; Karelijci ili Karjalaiset. Manje finske skupine su Savo (Savolaiset); Hämäläiset ili Tavasti; Pohjalaiset; Eteläpohjalaiset; Varsinaissuomalaiset; Ruotsinsuomalaiset (Švedski Finci); Metsäsuomalaiset (Šumski Finci).

## Povijest
Finska plemena su Finsku počeli naseljavati oko 100. godine potiskujući na sjever prastanovnike Laponce, no i sami su bili pokoreni od Šveđana u 12. stoljeću te ih pokrstili.

## Običaji Finaca
Tradicionalni život Finaca očuva se u ruralnim krajevima, gdje se još čuvaju stara znanja i obrti. Danas mnoge obitelji žive na farmama do kojih se dolazi paljenjem šuma (kaskiviljelys, »kultivacija«). Na individualnim farmama uz agrikulturu kombinira se i lov i ribolov. Mehanizacijom i specijalizacijom farmi od 1950.-tih proizvodnja se orijentira na uzgoj svinja i goveda. Mlijeko je veoma proizvod i važan sastojak mnogih jela i veoma popularnog sira juustoleipa. Ovaj sir, izgledom na kruh, poznat i kao "cheese bread", proizvodi se od mlijeka krava i sobova. nakon prešanja ostavlja se pored vatre, dok s vanjske strane ne bi dobio izgled tosta. Muškarci su vješti u izradi drvenih i metalnih predmeta kao što su vakka-posude i tradicinalni i univerzalni puukko-nož. Žene su specijalizirane u tkanju i čipkarstvu, a veoma su popularne izrade zidnih ćilima pozatih u njihovom jeziku kao ryijy.

## Društvo
Sve do 19 stoljeća finsko društvo se sastojalo od seljaka-talonpojat, građana (burgeri), svećenstva ili klera i plemstva. Današnje socijalno klasno društvo sastoji se od seljaka-farmera, radne klase (neruralni manuelni radnici), male buržoazije (petite bourgeoisie; vlasnici trgovina i poduzetnici), donje srednje klase, gornje srednje klase i više klase (vlasnici korporacija i menadžeri).

## Religija
Izvorno do pojave kršćanstva finska religija je šamanizam a središnje mjesto umitologiji zauzima kulturni heroj Väinämöinen. Od drugih nadnaravnih bića javlja se bog neba Umarmen i bog davaoc kiše, Ukko.

## Vanjske poveznice
- Finns
- The Finnish Ryijy  Arhivirana inačica izvorne stranice od 14. ožujka 2009. (Wayback Machine)